# IBM z13 (mikroprocesszor)
A z13 egy IBM tervezésű mikroprocesszor-csip, amelyet a cég a z13 nagyszámítógép-modelljeiben történő felhasználásra tervezett és gyárt. 2015. január 14-én jelentették be. A processzorokat a New York állambeli East Fishkill-ben lévő csipgyártó üzemben készítik, ami korábban az IBM, jelenleg (2014 óta) a GlobalFoundries tulajdonában van. Az IBM állítása szerint ez a világ leggyorsabb mikroprocesszora és körülbelül 10%-kal gyorsabb, mint az elődje, a zEC12 az általános egyszálas számítástechnikai feladatokban, de jelentősen gyorsabb specializált feladatok végzése során.

## Leírás
A processzorcsip (Processor Unit, PU csip) mérete 678 mm², 3,99 milliárd tranzisztort tartalmaz; az IBM 22 nm-es CMOS szilícium szigetelőn (silicon on insulator, SOI) gyártási folyamatával készül 17 rétegű fémezéssel, és 5,2 GHz sebességet támogat, ami kevesebb mint az elődje, a zEC12 processzor órajele. A PU csipnek konfigurációtól függően hat, hét vagy nyolc bekapcsolt magja (avagy az IBM kifejezésével „processzoregysége”) lehet. (Az IBM z/Architecture gépeiben a hardveresen azonos felépítésű processzorok különböző feladatokra konfigurálhatók). Újdonság a z13-nál, hogy a PU csip egycsipes modulokban kerül kiszerelésre, ami nagy változás az előző nagyszámítógép-processzorokhoz képest, mivel azokat nagy többcsipes modulokba (multi-chip module, MCM) szerelték. Egy számítógép-fiókban hat PU csip és két Storage Controller (SC) csip helyezkedik el.
A magok a CISC z/Architecture architektúrát implementálják egy szuperskalár, sorrenden kívüli végrehajtású (out-of-order) utasítás-futószalaggal és utasításokkal. A processzor fel van szerelve eszközökkel a tranzakciós memória megvalósítására, és új jellemzőkkel is rendelkezik, mint például a kétutas szimultán többszálas végrehajtás (SMT), 139 új SIMD utasítás, tömörítés, javított kriptográfia és logikai particionálás. A magokban sok más újítást is bevezettek, például újabb szuperskalár futószalagot, lapkára integrált gyorsítótár-kialakítást és továbbfejlesztett hibajavító logikát.
Az utasítás-futószalag egy utasítássort valósít meg, amely 6 utasítást hívhat le ciklusonként és max. 10 utasítást bocsáthat ki ciklusonként. Mindegyik magnak van egy saját 96 KiB L1 utasítás-gyorsítótára, egy 128 KiB-os L1 adat-gyorsítótára, szintén saját 2 MiB méretű másodlagos utasítás-gyorsítótára és 2 MiB méretű L2 adat-gyorsítótára. Ezen felül egy 64 MiB harmadik szintű osztott gyorsítótár lett megvalósítva eDRAM-ban. A magokban egy kiegészítő osztott L1 gyorsítótár is található, amelyet a tömörítési és kriptográfiai műveletek használnak.
A z13 csip egy lapkára integrált többcsatornás DDR3 RAM memóriavezérlővel rendelkezik, amely egy RAID-szerű konfigurációt támogat, a memóriahibákból való visszatérés céljára. A z13 tartalmaz még két GX sínt, valamint két új 3. generációs PCIe-vezérlőt, amelyekkel a gazdagép csatorna-adaptereihez és perifériáihoz csatlakozik.

## A tárvezérlő
Egy számítógépfiók két négycsipes készletből áll, ahol egy készletet három PU csip és egy tárvezérlő csip (Storage Controller, SC csip) alkot. A PU csipekben a 8 mag és a többi lapkára integrált berendezés által használt 64 MiB harmadik szintű osztott gyorsítótáron felül az SC csip további 480 MiB lapkán kívüli L4 gyorsítótár elérését teszi lehetővé, amelyet három PU csip használhat közösen. A két SC csip így összesen 960 MiB L4 gyorsítótár elérését teszi lehetővé fiókonként. Az SC csipek kezelik a PU csipek hármas készletei közötti és a további fiókok felé menő kommunikációt is. A SC csip ugyanazzal a 22 nm-es folyamattal készül, mint a z13 PU csipek, 15 fémrétege van, mérete 28,4 × 23,9 mm (678 mm²), 7,1 milliárd tranzisztorból áll és a CP (központi processzor) csip órajel-frekvenciájának felén fut.

## Fordítás
Ez a szócikk részben vagy egészben  az   IBM z13 (microprocessor) című angol Wikipédia-szócikk ezen változatának fordításán alapul.  Az eredeti cikk szerkesztőit annak laptörténete sorolja fel. Ez a jelzés csupán a megfogalmazás eredetét és a szerzői jogokat jelzi, nem szolgál a cikkben szereplő információk forrásmegjelöléseként.